# Fagalele
Fagelele ist eine kleine Bucht am östlichen Ende von Falealupo auf der samoanischen Insel Savaiʻi, wo im Wald nahe der Küste Moso's Fußabdruck (Moso's Footprint) zu finden ist und der Dämon/Gott Moso selbst gelebt haben soll.

## Geographie
Die Bucht liegt am Nordwest-Ende der Insel zwischen dem Cape Puava (Tonga Point) und dem Cape Vaitoloa.

## Überlieferung
Die Bucht ist ein Zufluchtsort für Seeleute, was in dem samoanischen Sprichwort zum Ausdruck kommt: „Lutia i Puava, ʻae mapu i Fagalele“ – „Von Puava beunruhigt, in Fagalele beruhigt“; darauf geht auch der Name von Mapu-i-Fagalele zurück, der Name eines Altenkrankenhauses in der Nähe von Apia.